# Qualificazioni al campionato mondiale di calcio 2022 - CONCACAF - prima fase

## Risultati

### Gruppo A
| Pos. | Squadra                 | Pt | G | V | N | P | GF | GS | DR  |
| ---- | ----------------------- | -- | - | - | - | - | -- | -- | --- |
| 1.   | El Salvador             | 10 | 4 | 3 | 1 | 0 | 13 | 1  | +12 |
| 2.   | Montserrat              | 8  | 4 | 2 | 2 | 0 | 9  | 4  | +5  |
| 3.   | Antigua e Barbuda       | 7  | 4 | 2 | 1 | 1 | 6  | 5  | +1  |
| 4.   | Grenada                 | 3  | 4 | 1 | 0 | 3 | 2  | 5  | -3  |
| 5.   | Isole Vergini Americane | 0  | 4 | 0 | 0 | 4 | 0  | 15 | -15 |

| Arbitro: | Matamoros Melvin Orlando |

|                       |           |                       |
| Kirwan 23’ Bishop 45’ | Marcatori | 7’ (rig.), 26’ Taylor |

| Arbitro: | Kimbell Ward |

|                       |           |  |
| Mayen 23’ Rugamas 46’ | Marcatori |  |

| Arbitro: | Trevester Richards |

|  |           |                                   |
|  | Marcatori | 26’ Byers 34’ (rig.) 42’ Griffith |

| Arbitro: | Ricangel de Leça |

|            |           |            |
| Taylor 89’ | Marcatori | 4’ Rugamas |

| Arbitro: | Sherwin Johnson |

|           |           |  |
| Lewis 33’ | Marcatori |  |

| Arbitro: | Selvin Antonio Brown Chavarria |

|                                    |           |  |
| Pond 39’ Ince 60’ Clifton 66’, 83’ | Marcatori |  |

| Arbitro: | Francia González |

|            |           |  |
| Browne 20’ | Marcatori |  |

| Arbitro: | Ted Unkel |

|  |           |                                                                  |
|  | Marcatori | 23’, 86’ Monterrosa 30’ Portillo 78’, 82’, 90’ Rugamas 79’ Pérez |

| Arbitro: | Adonai Escobedo |

|           |           |                 |
| Lewis 51’ | Marcatori | 85’, 87’ Taylor |

| Arbitro: | Keylor Antonio Herrera Villalobos |

|                                       |           |  |
| Zavaleta 40’ Rugamas 68’ Martinez 85’ | Marcatori |  |

### Gruppo B
| Pos. | Squadra      | Pt | G | V | N | P | GF | GS | DR  |
| ---- | ------------ | -- | - | - | - | - | -- | -- | --- |
| 1.   | Canada       | 12 | 4 | 4 | 0 | 0 | 27 | 1  | +26 |
| 2.   | Suriname     | 9  | 4 | 3 | 0 | 1 | 15 | 4  | +11 |
| 3.   | Bermuda      | 4  | 4 | 1 | 1 | 2 | 7  | 12 | -5  |
| 4.   | Aruba        | 3  | 4 | 1 | 0 | 3 | 3  | 19 | -16 |
| 5.   | Isole Cayman | 1  | 4 | 0 | 1 | 3 | 2  | 18 | -16 |

| Arbitro: | Jorge Pérez |

|                                                |           |  |
| Pinas 22’ Donk 38’ (rig.) Gleofilo Vlijter 76’ | Marcatori |  |

| Arbitro: | Armando Villareal |

|                                             |           |              |
| Larin 19’, 27’, 69’ Laryea 53’ Corbeanu 81’ | Marcatori | 63’ Crichlow |

| Arbitro: | Ismail Elfath |

|  |           |                                                                     |
|  | Marcatori | 19’, 37’, 55’ Hasselbaink 27’ (aut.) Croes 70’ Jozefzoon 74’ Alberg |

| Arbitro: | Ted Unkel |

|  |           | |
|  | Marcatori | 6’ Sturing 13’ Larin 25’ Wotherspoon 27’ (rig.), 73’ Davies 32’, 63’ Kaye 44’ Johnston 68’, 74’, 76’ Cavallini |

| Arbitro: | Jaime Herrera Bonilla |

|                                                     |           |  |
| Crichlow 36’, 80’ Bather 40’ Leverock 57’ Scott 64’ | Marcatori |  |

| Arbitro: | Luis Enrique Santander Aguirre |

|                   |           |                                |
| Ebanks 30’ (rig.) | Marcatori | 40’, 75’ John 45+2’ Groothusen |

| Arbitro: | Mario Escobar |

|                                                    |           |  |
| Becker 3’, 36’ Hasselbaink 15’, 37’, 65’ Pinas 74’ | Marcatori |  |

| Arbitro: | Marco Ortíz |

|  |           |                                                                                            |
|  | Marcatori | 17’, 45+2’ Cavallini 20’ (rig.) Hoilett 49’ Brault-Guillard 78’ Davies 87’ Larin 89’ David |

| Arbitro: | Rubiel Vazquez |

|          |           |            |
| Hall 65’ | Marcatori | 23’ Ebanks |

| Arbitro: | Nima Saghafi |

|                                       |           |  |
| Davies 37’ David 59’, 73’, 77’ (rig.) | Marcatori |  |

### Gruppo C
| Pos. | Squadra                   | Pt | G | V | N | P | GF | GS | DR  |
| ---- | ------------------------- | -- | - | - | - | - | -- | -- | --- |
| 1.   | Curaçao                   | 10 | 4 | 3 | 1 | 0 | 15 | 1  | +14 |
| 2.   | Guatemala                 | 10 | 4 | 3 | 1 | 0 | 14 | 0  | +14 |
| 3.   | Cuba                      | 6  | 4 | 2 | 0 | 2 | 7  | 3  | +4  |
| 4.   | Saint Vincent e Grenadine | 3  | 4 | 1 | 0 | 3 | 3  | 16 | -13 |
| 5.   | Isole Vergini Britanniche | 0  | 4 | 0 | 0 | 4 | 0  | 19 | -19 |

| Arbitro: | Benjamin Pineda Avila |

|              |           |  |
| Martínez 59’ | Marcatori |  |

| Arbitro: | Ricangel de Leça |

|                                                         |           |  |
| J. Bacuna 1’, 35’ van den Hurk 17’ Antonia 45’ Hooi 87’ | Marcatori |  |

| Arbitro: | Oscar Moncada |

|  |           |                                       |
|  | Marcatori | 21’ Lom 44’ Hernández 81’ Betancourth |

| Arbitro: | Germán S. Martínez Miranda |

|               |           |                         |
| Hernández 27’ | Marcatori | 11’ Bacuna 44’ Benschop |

| Arbitro: | Henry Bejarano |

|                                  |           |  |
| Anderson 10’ Sam 20’ Solomon 86’ | Marcatori |  |

| Arbitro: | Jose Raul Torres Rivera |

|                                                                    |           |  |
| Paradela 33’ Hernández 68’ M. Reyes 76’ Vázquez 80’ D. Reyes 90+1’ | Marcatori |  |

| Arbitro: | Erick Moisés Lezama Pavón |

| |           |  |
| Lom 2’ Barrientos 12’ Santís 16’ Hernández 33’ (rig.) Gordillo 41’ Martínez 52’ Betancourth 66’ Ceballos 79’ (rig.) Vargas 85’ Mendez 89’ | Marcatori |  |

| Arbitro: | William Anderson |

|  |           |                                                                             |
|  | Marcatori | 7’ Kuwas 9’, 27’ Maria 11’ Bacuna 18’ (rig.), 22’ Benschop 57’, 90+1’ Gorré |

| Arbitro: | Fernando Guerrero Ramirez |

|  |           |           |
|  | Marcatori | 64’ Reyes |

| Willemstad 8 giugno 2021, ore 20:00 UTC-6 | Curaçao            | 0 – 0 referto | Guatemala | Stadio Ergilio Hato\| Arbitro: \| Armando Villarreal \| |
| Arbitro:                                  | Armando Villarreal |               |           |                                                         |

### Gruppo D
| Pos. | Squadra         | Pt | G | V | N | P | GF | GS | DR  |
| ---- | --------------- | -- | - | - | - | - | -- | -- | --- |
| 1.   | Panama          | 12 | 4 | 4 | 0 | 0 | 19 | 1  | +18 |
| 2.   | Rep. Dominicana | 7  | 4 | 2 | 1 | 1 | 8  | 4  | +4  |
| 3.   | Barbados        | 5  | 4 | 1 | 2 | 1 | 3  | 3  | 0   |
| 4.   | Dominica        | 4  | 4 | 1 | 1 | 2 | 5  | 4  | +1  |
| 5.   | Anguilla        | 0  | 4 | 0 | 0 | 4 | 0  | 23 | -23 |

| Arbitro: | William Anderson |

|           |           |  |
| Núñez 52’ | Marcatori |  |

| Arbitro: | Nima Saghafi |

|           |           |  |
| Catuy 82’ | Marcatori |  |

| Arbitro: | Rubiel Vázquez |

|  |           |                                                                |
|  | Marcatori | 22’ (rig.) 27’ Romero 25’, 46’ Lorenzo 66’ Peralta 75’ Espinal |

| Arbitro: | Marco A. Ortíz Nava |

|             |           |                               |
| Laville 82’ | Marcatori | 28’ (aut.) Thomas 85’ Fajardo |

| Arbitro: | Diego Montaño Robles |

|               |           |  |
| Saimovici 81’ | Marcatori |  |

| Arbitro: | Kimbell Ward |

|                                 |           |  |
| Thomas 3’ Bertrand 34’ Wade 42’ | Marcatori |  |

| Arbitro: | German Stanley Martinez Miranda |

|                 |           |                  |
| Rodriguez 90+2’ | Marcatori | 42’ Reid-Stephen |

| Arbitro: | Sergio Reyna |

|  |           | |
|  | Marcatori | 7’ Cooper 18’, 50’ Waterman 31’ Aguilar 35’ (rig.), 53’, 70’, 83’ (rig.) Torres 48’ (aut.) Smith 58’ Camargo 73’ Catuy 84’ Quintero 90’ Palacios |

| Arbitro: | Jaime Alfredo Herrera Bonilla |

|               |           |          |
| Saimovici 48’ | Marcatori | 57’ Wade |

| Arbitro: | Walter Lopez |

|                                    |           |  |
| Godoy 8’ Bárcenas 67’ Waterman 86’ | Marcatori |  |

### Gruppo E
| Pos. | Squadra        | Pt | G | V | N | P | GF | GS | DR  |
| ---- | -------------- | -- | - | - | - | - | -- | -- | --- |
| 1.   | Haiti          | 9  | 3 | 3 | 0 | 0 | 13 | 0  | +13 |
| 2.   | Nicaragua      | 6  | 3 | 2 | 0 | 1 | 10 | 1  | +9  |
| 3.   | Belize         | 3  | 3 | 1 | 0 | 2 | 5  | 5  | 0   |
| 4.   | Turks e Caicos | 0  | 3 | 0 | 0 | 3 | 0  | 22 | -22 |
| 5.   | Saint Lucia    | 0  | 0 | 0 | 0 | 0 | 0  | 0  | 0   |

| Arbitro: | Walter López Castellanos |

|                    |           |  |
| Adé 50’ Séance 81’ | Marcatori |  |

| Arbitro: | William Anderson |

|  |           |                                                                 |
|  | Marcatori | 3’, 59’ Barrera 8’, 45+2’ Smith 46’ Fletes 78’ Forbes 87’ Belli |

| Arbitro: | Nima Saghafi |

|                                                             |           |  |
| Bernárdez 45+3’, 48’ August 47’ Nembhard 81’ McCaulay 90+1’ | Marcatori |  |

| Arbitro: | Nelson Salgado |

|                                       |           |  |
| Rodríguez 25’ Bonilla 46’ Barrera 51’ | Marcatori |  |

| Arbitro: | Diego Montaño Robles |

|  |           |                                                                                |
|  | Marcatori | 27’, 30’, 34’, 37’ Nazon 42’, 83’ Antoine 53’ Simonsen 75’, 87’, 90+2’ Pierrot |

| Arbitro: | Kevin Morrison |

|             |           |  |
| Etienne 63’ | Marcatori |  |

### Gruppo F
| Pos. | Squadra             | Pt | G | V | N | P | GF | GS | DR  |
| ---- | ------------------- | -- | - | - | - | - | -- | -- | --- |
| 1.   | Saint Kitts e Nevis | 9  | 4 | 3 | 0 | 1 | 8  | 2  | +6  |
| 2.   | Trinidad e Tobago   | 8  | 4 | 2 | 2 | 0 | 6  | 1  | +5  |
| 3.   | Porto Rico          | 7  | 4 | 2 | 1 | 1 | 10 | 2  | +8  |
| 4.   | Guyana              | 3  | 4 | 1 | 0 | 3 | 4  | 8  | -4  |
| 5.   | Bahamas             | 1  | 4 | 0 | 1 | 3 | 0  | 15 | -15 |

| Arbitro: | Randy Encarnacion Solano |

|            |           |  |
| Nelson 42’ | Marcatori |  |

| Arbitro: | Marco Antonio Ortíz Nava |

|                                 |           |  |
| García 7’ Bateau 15’ Telfer 44’ | Marcatori |  |

| Arbitro: | Benbito Celima |

|  |           |                                                |
|  | Marcatori | 25’, 65’ Freeman 53’ Rogers 82’ Sterling-James |

| Arbitro: | Adonai Escobedo |

|            |           |           |
| Rivera 72’ | Marcatori | 54’ Jones |

| Arbitro: | Sergio Reyna |

|                                                   |           |  |
| Vancooten 10’ Daniel 55’ Glasgow 75’ Welshman 81’ | Marcatori |  |

| Arbitro: | Tori Penso |

|                                                                              |           |  |
| Díaz 3’ Rivera 13’, 43’ (rig.) Angking 31’ Vega 62’ Servania 66’ Hayes 90+2’ | Marcatori |  |

| Arbitro: | Ricangel de Leça |

|                                    |           |  |
| Freeman 9’ (rig.), 36’ Sawyers 67’ | Marcatori |  |

| Nassau 5 giugno 2021, ore 17:00 UTC-4 | Bahamas        | 0 – 0 referto | Trinidad e Tobago | Thomas Robinson Stadium\| Arbitro: \| Oliver Vergara \| |
| Arbitro:                              | Oliver Vergara |               |                   |                                                         |

| Arbitro: | Ismael Alexander Cornejo Melendez |

|  |           |                               |
|  | Marcatori | 12’ Rivera 25’ (rig.) Angking |

| Arbitro: | Randy Encarnación |

|                         |           |  |
| Muckette 36’ Hyland 74’ | Marcatori |  |